# Camarón (pel·lícula)
Camarón és una pel·lícula espanyola de 2005 dirigida per Jaime Chávarri i protagonitzada per Óscar Jaenada. És la biografia cinematogràfica de Camarón de la Isla, cantaor espanyol gitano de flamenc nascut el 1950 i mort el 1992 víctima d'un càncer de pulmó.

## Comentari
El director de cinema Jaime Chávarri ha apostat per mostrar la "força" de José Monge 'Camarón de la Isla' com a artista però també la seva "vulnerabilitat" com a persona, en la pel·lícula 'Camarón'. "És la recreació d'un caràcter que s'ha convertit en llegenda; i, sobretot, dels qui es van relacionar amb ell", afirma Chávarri, per a qui Camarón és una llegenda difícil de tractar..

## Trama
En efecte, al principi de la pel·lícula veiem el municipi natal de Camarón, San Fernando (La Isla), el petit protagonista se sent culpable de no haver pogut obrir una finestra, acció amb la qual ell creia que podria haver salvat la vida del seu pare. Una associació visual converteix a aquest petit que mira incrèdul el taüt del seu progenitor que continua observant, que s'obre pas instal·lant-se a Madrid, treballant com a palmer, i que començaria a aconseguir popularitat en successives gires alhora que la seva inadaptació al món dels paios l'arrossegaria cap a una progressiva drogoaddicció, que va superar en aïllar-se a casa d'un psiquiatre.
Malgrat viure un petit moment de felicitat -incloent un concert a Londres al costat de Paco de Lucía-, aquest cantant va tornar a sofrir un calvari en diagnosticar-se-li un càncer de pulmó sense remei. Jaime Chávarri visualitza l'inici de la malaltia en una seqüència en la qual a Camarón se li desprèn repetides vegades una cadena del seu canell, mentre es dutxa, a conseqüència del seu aprimament. En comptes de mostrar el final dels seus dies, Chávarri resol la papereta tallant la seva pel·lícula al final del viatge a Nova York, on se sotmet a unes últimes proves acompanyat per la seva dona (Dolores Montoya, "La Chispa") i el seu millor amic, Luquitas (Jacobo Dicenta), les llàgrimes del qual a l'aeroport de Barajas anuncien el terme d'una època, la pèrdua de la innocència; així com la conclusió d'un film acusat per la crítica d'haver volgut blanquejar la memòria del cantautor, suavitzant el seu record...

## Repartiment
- Óscar Jaenada - Camarón
- Verónica Sánchez - La Chispa
- Mercè Llorens - Mercé Llorens
- Jacobo Dicenta - Luquitas
- Raúl Rocamora - Paco de Lucía
- Martín Bello - Manuel
- Alfonso Begara - Tomatito
- Rosa Estévez - Juana
- Manolo Caro - Juan Luis
- Chiqui Maya - Paco Cepero

## Premis
Goyas 2005
| Categoria                        | Persona                        | Resultat    |
| -------------------------------- | ------------------------------ | ----------- |
| Millor actor protagonista        | Óscar Jaenada                  | Guanyador   |
| Millor actriu de repartiment     | Verónica Sánchez               | Candidata   |
| Millor direcció de producció     | Tino Pont                      | Candidat    |
| Millor disseny de vestuari       | María José Iglesias            | Guanyadora  |
| Millor maquillatge i perruqueria | Romana González Josefa Morales | Guanyadores |

Medalles del Cercle d'Escriptors Cinematogràfics
| Categoria    | Persona       | Resultat  |
| ------------ | ------------- | --------- |
| Millor actor | Óscar Jaenada | Guanyador |

Fotogramas de Plata 2005
| Categoria              | Persona       | Resultat  |
| ---------------------- | ------------- | --------- |
| Millor actor de cinema | Óscar Jaenada | Guanyador |